# Crew Dragon Grace
Crew Dragon Grace – piąty i ostatni egzemplarz załogowego statku kosmicznego wielokrotnego użytku Crew Dragon, zbudowanego i obsługiwanego przez amerykańską firmę SpaceX. Jego pierwszy lot na Międzynarodową Stację Kosmiczną i z powrotem odbył się w ramach misji Axiom Mission 4 w czerwcu i lipcu 2025 roku.

## Wykaz lotów
Tabela uwzględnia jedynie zakończone lub oficjalnie zapowiedziane misje, a wszystkie daty podano według uniwersalnego czasu koordynowanego.
| Nazwa misji     | Statek kosmiczny  | Data startu     | Data powrotu  | Załoga                                                                 | Status |
| --------------- | ----------------- | --------------- | ------------- | ---------------------------------------------------------------------- | ------ |
| Axiom Mission 4 | Crew Dragon Grace | 25 czerwca 2025 | 15 lipca 2025 | Peggy Whitson Shubhanshu Shukla Sławosz Uznański-Wiśniewski Tibor Kapu | Sukces |